# Tekken Tag Tournament
Tekken Tag Tournament é o quarto jogo da popular série de luta. Entretanto, ele não faz parte do enredo da história oficial da série, lançado para os arcades em 1999, e lançado no ano seguinte para o PlayStation 2 em 2000 sendo como um dos primeiros jogos de PS2 a serem lançados.
A produtora Namco usou este jogo para trazer de volta os personagens que não apareceram no Tekken 3 devido ao ataque de Ogre (como Jun Kazama e Lee Chaolan), desta forma, reunindo todos os personagens da série até então. Pelo fato de Tekken Tag Tournament não ser um jogo computado na linha do tempo de Tekken, a maioria dos personagens não tem um final que conte alguma história baseada na série (exceto Unknown, cujo final é bastante distinto).

## O Jogo
A característica mais importante de Tekken Tag Tournament é o Tag System, um sistema em que o jogador pode lutar em parceria com outro, alternando os personagens num mesmo round. O jogador seleciona dois personagens que lutam juntos, o que facilita a criação de jogadas e combos especiais.
O que também é notável é o seu largo número de personagens da série: São, ao todo, 39 personagens selecionáveis. Quase todos eles vem do primeiro Tekken, de Tekken 2 e de Tekken 3, com exceção de Unknown (a chefa desse jogo) e Tetsujin (uma versão metálica de Mokujin). Curiosamente, este último só aparece neste jogo até então, com Unknown sendo novamente a chefa final do Tekken Tag Tournament 2.

## História
Kazuya Mishima ressuscitou e tomou à força o controle da corporação Mishima Zaibatsu. Seu misterioso retorno causou tamanho cataclisma que até mesmo fez ressurgir o monstro Ogre, morto durante Tekken 3. Contudo, uma misteriosa mulher, dominada por uma entidade demoníaca poderosíssima, vinha interferindo nas ações da Tekken Force, grupo paramilitar da Zaibatsu. Iriitado e, ao mesmo tempo, ansioso pelo poder de Ogre e da misteriosa lutadora, Kazuya anuncia mais um torneio Tekken, desta vez com uma lista de todos aqueles que já participaram, pois há muito poder em jogo.

## Tekken Bowl
Seguindo a tendência iniciada em Tekken 3, Tekken Tag Tournament também tem um mini-game chamado Tekken Bowl, que é desbloqueado quando se habilita o personagem Ogre. Consiste em um jogo de boliche onde os pinos são estátuas de Heihachi Mishima, no qual jogador pode fazer uma dupla com os personagens para jogar boliche. Dependendo do personagens selecionado, diferentes atributos de efeitos podem ser utilizados no mini-game.
Por exemplo: Bryan Fury tem o poder de jogar a bola com mais força e usar um sistema de mira para fazer lançamentos mais exatos, por causa de seus implantes cibernéticos. Já Julia Chang tem muito menos força para fazer um strike, mas é muito mais fácil de controlar a bola para acertar nos lugares certos.
Tekken Ball mostrou ser um sucesso, tanto que foi reaproveitado e reintroduzido no jogo Tekken 5: Dark Resurrection, do console PSP, depois de seis anos.